# Lijst van voetbalinterlands Rusland - Spanje
Deze lijst van voetbalinterlands is een overzicht van alle officiële voetbalwedstrijden tussen de nationale teams van Rusland en Spanje. De landen speelden tot op heden zeven keer tegen elkaar. De eerste ontmoeting, een vriendschappelijke wedstrijd, werd gespeeld in Granada op 23 september 1998. Het laatste duel, een achtste finale op het Wereldkampioenschap voetbal 2018, vond plaats op 1 juli 2018 in Moskou.

## Wedstrijden
| № | Plaats          | Datum             | Competitie        | Wedstrijd        | Uitslag |
| - | --------------- | ----------------- | ----------------- | ---------------- | ------- |
| 1 | Granada         | 23 september 1998 | Vriendschappelijk | Spanje – Rusland | 1 – 0   |
| 2 | Faro            | 12 juni 2004      | EK 2004           | Spanje – Rusland | 1 – 0   |
| 3 | Albacete        | 27 mei 2006       | Vriendschappelijk | Spanje – Rusland | 0 – 0   |
| 4 | Innsbruck       | 10 juni 2008      | EK 2008           | Spanje – Rusland | 4 – 1   |
| 5 | Wenen           | 26 juni 2008      | EK 2008           | Rusland – Spanje | 0 – 3   |
| 6 | Sint-Petersburg | 14 november 2017  | Vriendschappelijk | Rusland – Spanje | 3 − 3   |
| 7 | Moskou          | 1 juli 2018       | WK 2018           | Spanje – Rusland | 1 − 1   |

## Samenvatting
| Competitie        | Totaal gespeeld | Winst Rusland | Gelijk | Winst Spanje | Doelsaldo Rusland – Spanje |
| ----------------- | --------------- | ------------- | ------ | ------------ | -------------------------- |
| WK-eindronde      | 1               | 0             | 1      | 0            | 1 − 1                      |
| EK-eindronde      | 3               | 0             | 0      | 3            | 1 − 8                      |
| Vriendschappelijk | 3               | 0             | 2      | 1            | 3 − 4                      |
| Totaal            | 7               | 0             | 3      | 4            | 5 − 13                     |

## Details

### Eerste ontmoeting
| Vriendschappelijk (Granada, Spanje, 23 september 1998): |       |         |
| Spanje                                                  | 1 – 0 | Rusland |
| Bittor Alkiza 39'                                       | goals |         |

### Vierde ontmoeting
| Groepswedstrijd EK 2008 (Innsbruck, Oostenrijk, 10 juni 2008): |              | |
| Spanje | 4 – 1        | Rusland |
| David Villa 20' David Villa 44' David Villa 75' Francesc Fàbregas 90+1'                                                                                                | goals        | 86' Roman Pavljoetsjenko |
| Luis Aragonés | bondscoach   | Guus Hiddink |
| Iker Casillas Carlos Marchena Carles Puyol Andrés Iniesta 63' David Villa Xavi Hernández Fernando Torres 54' Joan Capdevilla Sergio Ramos Marcos Senna David Silva 78' | opstellingen | Igor Akinfejev Denis Kolodin Sergej Semak Roman Sjirokov Dinijar Biljaletdinov Konstantin Zyrjanov Joeri Zjirkov Roman Pavljoetsjenko 57' Igor Semsjov 46' Dmitri Sytsjov Aleksandr Anjoekov |
| Francesc Fàbregas 54' Santi Cazorla 63' Xabi Alonso 78' | wissels      | 46' 70' Vladimir Bystrov 57' Dmitri Torbinski 70' Roman Adamov |

### Vijfde ontmoeting
| Halve finale EK 2008 (Wenen, Oostenrijk, 26 juni 2008): |              | |
| Rusland | 0 – 3        | Spanje |
| | goals        | 50' Xavi 73' Daniel Güiza 82' David Silva |
| Guus Hiddink | bondscoach   | Luis Aragonés |
| Igor Akinfejev Vasili Berezoetski Sergej Ignasjevitsj Ivan Sajenko 57' Andrej Arsjavin Sergej Semak Konstantin Zyrjanov Joeri Zjirkov Roman Pavljoetsjenko Igor Semsjov 56' Aleksandr Anjoekov | opstellingen | Iker Casillas Carlos Marchena Carles Puyol Andrés Iniesta 35' David Villa 69' Xavi 69' Fernando Torres Joan Capdevila Sergio Ramos Marcos Senna David Silva |
| Dinijar Biljaletdinov 56' Dmitri Sytsjov 57' | wissels      | 35' Cesc Fàbregas 69' Xabi Alonso 69' Daniel Güiza |
| Joeri Zjirkov 56' Dinijar Biljaletdinov 60' | gele kaarten | |

### Zevende ontmoeting
| Achtste finale WK 2018 (Moskou, Rusland, 1 juli 2018):   |                     |                                                                      |
| Spanje                                                   | 1 – 1               | Rusland                                                              |
| Sergej Ignasjevitsj 12' (e.d.)                           | goals               | 41' Artjom Dzjoeba                                                   |
| Andrés Iniesta Gerard Piqué Koke Sergio Ramos Iago Aspas | strafschoppen 3 – 4 | Fjodor Smolov Sergej Ignasjevitsj Aleksandr Golovin Denis Tsjerysjev |
| Fernando Hierro                                          | bondscoach          | Stanislav Tsjertsjesov                                               |